# Карманор
Кармано́р (др.-греч. Καρμάνωρ) — в греческой мифологии полубог урожая с Крита, очистивший Аполлона после убийства им Пифона в Дельфах.

## Легенда
Существует две версии относительно того, кем являлся Карманор. Согласно первой, он был критским полубогом, отвечавшим за урожай. По второй — священнослужителем с Крита, проживавшим в древнем городе Тарра. По легенде, он был критским супругом богини плодородия Деметры, от которой у него родились двое детей. Немецкий эллинист Вальтер Буркерт утверждал, что у имени Карманор нет греческих корней. Поэтому существует предположение, что оно, возможно, иноземного происхождения.
Согласно географу Павсанию, жившему во II веке нашей эры, когда Аполлон и Артемида убили Пифона, дракона из Дельфов, они прибыли на остров Крит, к Карманору, для того чтобы он их очистил. Это происходило в доме священнослужителя в Тарре. Там же Аполлон познакомился с Акакаллидой, которая, в соответствии с разными вариантами мифа, была либо нимфой, либо принцессой из дома критского царя Миноса. Сойдясь с Аполлоном, она родила от него двух детей — Филакида и Филандра.
У Карманора же, согласно записям Павсания, было двое сыновей — Эвбул и Хрисофемис. Дочь Эвбула Карма впоследствии, сойдясь с Зевсом, стала матерью Бритомартиды — критской богини, покровительницы охотников, рыболовов и моряков. Второй сын Карманора Хрисофемис сделался поэтом, участвовал в Пифийских играх и одержал там победу в соревновании на исполнение гимна Аполлону.